# Canapi
Canapi est une municipalité brésilienne dans l'État de l'Alagoas.

## Personnalités
- Rosane Malta (1963-), un temps première dame du Brésil, née à Canapi.